# José María Ríos García
José María Ríos García (Zaragoza, España; 15 de noviembre de 1910-Alicante, España; 31 de agosto de 1999) fue un ingeniero español, académico de la Real Academia de Ciencias Exactas, Físicas y Naturales.

## Biografía
En 1933 se licenció en la Escuela Especial de Ingenieros de Minas de Madrid. En 1924 trabajó sobre estructuras cristalinas con el profesor Julio Palacios Martínez. En 1935 continuó sus estudios en la Victorian University de Mánchester; fue profesor en la Escuela de Ingenieros y 1936 fue a Alemania al obtener en concurso internacional la Medalla Humboldt de la Academia de Múnich.
En 1944 fue nombrado colaborador del Instituto Lucas Mallada de Investigaciones Geológicas y 1949 consejero adjunto del Patronato Alfonso X el Sabio, ambos vinculados al CSIC. En 1953 obtuvo la cátedra de Geología General en la Escuela Especial de Ingenieros de Minas de Madrid, y en 1959 se doctoró en ingeniería de minas en la Universidad Politécnica de Madrid. En 1958 fue nombrado vocal de la Comisión Nacional de Geología.
En 1962 creó por encargo del INI la Empresa Nacional Minera del Sahara, de la que también fue director y responsable y bajo su dirección se puso en funcionamiento el yacimiento de fosfatos de Bucraa. En 1966 fue nombrado vocal del Consejo Superior de Minería.
En 1963 fue nombrado académico de la Real Academia de Ciencias Exactas, Físicas y Naturales, de la que era miembro desde 1953, y en 1966 ingresó con el discurso «Evaluación de la validez de los fundamentos, Métodos y logros de las Ciencias geológicas». 1982 pasó a la condición de supernumerario. En 1976 fue nombrado académico correspondiente de la Academia Mundial de Arte y Ciencia de Nueva York y miembro de la Sociedad Geológica de Estados Unidos. Fue condecorado con las grandes cruces de la Orden del Mérito Civil, de la Orden de Alfonso X el Sabio y gran oficial de la Orden Civil de África.

## Obra
- Bosquejo geológico de parte del país Vasco-cántabro... Pirineos, 1954
- Estudio geológico de la zona de criaderos de hierro de Vizcaya y Santander, Madrid, 1949.
- Contribución al conocimiento de la Geología Cantábrica. Un estudio de parte de las provincias de Burgos, Álava, Vizcaya y Santander, Madrid, 1945. con A. Almela y J. Garrido[4]